# GIVE ME FIVE!
〈GIVE ME FIVE!〉는 일본의 걸 그룹 AKB48의 25번째 메이저 싱글이다. 벚나무를 주제로 한 AKB48의 다섯 번째 싱글로, AKB48의 2012년 첫 싱글이기도 하다. 2012년 2월 15일에 발매됐다.
타이틀곡 〈GIVE ME FIVE!〉의 뮤직 비디오는 34분 분량의 드라마 형식으로 제작됐다. 스기타 시게미치가 감독했으며 AKB48의 멤버인 마에다 아츠코, 오오시마 유코, 카시와기 유키, 다카하시 미나미와 배우 진나이 다카노리가 주요 출연진으로 출연했다.
싱글은 발매 첫 날 약 967,000장이 팔리며 AKB48의 12번째 오리콘 1위 싱글이 됐다.
오리콘 연간 2위(등장회수 23주), 싱글트랙 다운로드 더블 플래티넘(50만 DL 이상), CD렌탈 연간 3위, 유튜브 조회수 약 9백만,
빌보드재팬 핫100 연간 2위

## 제작

### GIVE ME FIVE!
〈GIVE ME FIVE!〉는 AKB48와 자매 그룹 SKE48, NMB48에서 선택된 선발 멤버 18명으로 구성된 밴드 베이비 블로섬(Baby Blossom)이 불렀다. 밴드는 리듬 기타 마에다 아츠코와 베이스 기타 오오시마 유코를 중심으로 리드 기타 다카하시 미나미, 드럼 카시와기 유키, 키보드 와타나베 마유, 신시사이저 코지마 하루나, 트럼본 사시하라 리노와 미네기시 미나미, 트럼펫 마츠이 레나와 요코야마 유이, 스탠딩 드럼 마츠이 쥬리나, 탬버린 시노다 마리코, 쉐이커 이타노 토모미로 구성되어 있다. 미야자와 사에와 키타하라 리에, 타카죠 아키, 카사이 토모미, 야마모토 사야카는 밴드의 코러스를 맡았다.
밴드는 아키모토 야스시에 의해 비밀리에 2011년 8월 28일에 결성됐다. 결성 후 약 5개월 간 18명의 멤버가 스케줄 틈틈이 연습을 했으며 18명 가운데 고교시절 베이스기타를 연주한 경험이 있는 오오시마 유코와 트럼펫을 연주한 마츠이 레나, 트럼본을 연주한 사시하라 리노 세 명의 멤버를 제외하고는 모두 악기를 연주해 본 경험이 없었다. 밴드는 2012년 1월 22일에 열린 콘서트 《AKB48 리퀘스트 아워 세트 리스트 100 2012》의 넷째 날이자 마지막 날 공연에 처음 공식적으로 모습을 드러냈으며 이 콘서트에서 〈GIVE ME FIVE!〉를 처음으로 공연했다.

### 뮤직 비디오
2012년 1월 27일, 34분 분량의 일본 드라마 형식으로 제작된 〈GIVE ME FIVE!〉의 뮤직 비디오가 공개됐다. 뮤직 비디오는 드라마 《북쪽의 나라에서》 시리즈와 영화 《최후의 추신구라》로 유명한 스기타 시게미치가 감독했으며, AKB48의 멤버 마에다 아츠코와 오시마 유코, 카시와기 유키, 다카하시 미나미와 배우 진나이 다카노리가 주요 출연진으로 출연했다. 촬영은 사이타마현에 있는 고등학교에서 2011년 11월에 이뤄졌다.
뮤직 비디오는 복잡한 환경을 가진 네 학생의 이야기를 다루고 있다. 마에다 아츠코는 부모님이 이혼해 아버지와 함께 도쿄로 가게 된 오가타 아츠코를 연기했으며 오오시마 유코는 집안의 빚 때문에 몰래 유흥업소에서 일하는 오오사와 유코, 카시와기 유키는 집단 따돌림을 당한 기적으로 트라우마를 갖게 된 고바야시 유키, 다카하시 미나미는 쉽게 화내고 한 가지 일을 길게 하지 못하는 소녀 이치카와 미나미, 진나이 다카노리는 이 네 사람의 담임 선생 역을 맡았다. 담임의 제안으로 네 사람은 밴드 베이비 블로섬(Baby Blossom)을 결성하게 되고 자신들의 꿈을 찾아 졸업하게 된다.
뮤직 비디오는 싱글의 타입 A 버전과 타입 B버전에 포함되어 있으며, 2012년 5월 22일 AKB48의 공식 유튜브 채널에 짧은 버전이 공개됐다.

## 발매
〈GIVE ME FIVE!〉는 벚꽃을 주제로 한 AKB48의 다섯 번째 싱글이다. 하지만 이전 벚꽃 싱글들과는 다르게 제목에 벚꽃이란 단어가 들어가지 않았다.
2011년 12월 12일, 싱글 제목을 제외한 일부 정보가 공개됐다. 2012년 1월 2일에 킹 레코드 공식 웹사이트를 통해 싱글 제목이 공개됐으며 2012년 1월 22일에 도쿄 돔 시티 홀에서 열린 콘서트 《리퀘스트 아워 세트리스트 베스트 100 2012》에서 처음으로 싱글의 공연이 펼쳐졌다.

## 평가
〈GIVE ME FIVE!〉는 발매 첫날 약 967,000장이 팔렸는데 이는 〈가제와 후이테 이루〉 (약 1,046,000장)와 〈플라잉 겟〉 (약 1,026,000장)에 이어 세 번째로 높은 AKB48의 발매 첫날 싱글 판매량이다.
발매 첫 주 차트에선 약 1,280,000장이 팔리며 AKB48의 12번째 오리콘 1위 싱글이자 6장 연속 100만 장 돌파 싱글이 됐다.

## 수록곡

### 타입 A
| #  | 제목                                | 음악가       | 재생 시간 |
| -- | ----------------------------------- | ------------ | --------- |
| 1. | 〈GIVE ME FIVE!〉 (GIVE ME FIVE!)   |              | 5:02      |
| 2. | 〈스위트 & 비터〉 (スイート&ビター) | 셀렉션 6     | 4:16      |
| 3. | 〈New Ship〉 (NEW SHIP)             | 스페셜걸스 A | 4:49      |
| 4. | 〈GIVE ME FIVE!〉 (off vocal ver.)  |              |           |
| 5. | 〈스위트 & 비터〉 (off vocal ver.)  |              |           |
| 6. | 〈New Ship〉 (off vocal ver.)       |              |           |

| #  | 제목                                                      | 재생 시간 |
| -- | --------------------------------------------------------- | --------- |
| 1. | 〈GIVE ME FIVE!〉 (뮤직 비디오)                           |           |
| 2. | 〈스위트 & 비터〉 (뮤직 비디오)                           |           |
| 3. | 〈New Ship〉 (뮤직 비디오)                                |           |
| 4. | 〈GIVE ME FIVE! Making 전편〉 (GIVE ME FIVE! MAKING 前編) |           |
| 5. | 〈아름다운 MIX 강좌〉 (美しい MIX 講座)                   |           |

### 타입 B
| #  | 제목                                   | 음악가       | 재생 시간 |
| -- | -------------------------------------- | ------------ | --------- |
| 1. | 〈GIVE ME FIVE!〉 (GIVE ME FIVE!)      |              |           |
| 2. | 〈스위트 & 비터〉 (スイート&ビター)    | 셀렉션 6     |           |
| 3. | 〈히쓰노카이지 다비〉 (羊飼いの旅)     | 스페셜걸스 B | 5:18      |
| 4. | 〈GIVE ME FIVE!〉 (off vocal ver.)     |              |           |
| 5. | 〈스위트 & 비터〉 (off vocal ver.)     |              |           |
| 6. | 〈히쓰노카이지 다비〉 (off vocal ver.) |              |           |

| #  | 제목                                                            | 재생 시간 |
| -- | --------------------------------------------------------------- | --------- |
| 1. | 〈GIVE ME FIVE!〉 (뮤직 비디오)                                 |           |
| 2. | 〈스위트 & 비터〉 (뮤직 비디오)                                 |           |
| 3. | 〈히쓰노카이지 다비〉 (뮤직 비디오)                             |           |
| 4. | 〈GIVE ME FIVE! Making 후편〉 (GIVE ME FIVE! MAKING 後編)       |           |
| 5. | 〈아름다운 Over & 앙코르 강좌〉 (美しい Over & アソコール 講座) |           |

### 극장반
| #  | 제목                                              | 음악가       | 재생 시간 |
| -- | ------------------------------------------------- | ------------ | --------- |
| 1. | 〈GIVE ME FIVE!〉 (GIVE ME FIVE!)                 |              |           |
| 2. | 〈스위트 & 비터〉 (スイート&ビター)               | 셀렉션 6     |           |
| 3. | 〈융야 프로이트노 바이〉 (ユソグやフロイトの場合) | 스페셜걸스 C | 4:29      |
| 4. | 〈GIVE ME FIVE!〉 (off vocal ver.)                |              |           |
| 5. | 〈스위트 & 비터〉 (off vocal ver.)                |              |           |
| 6. | 〈융야 프로이트노 바이〉 (off vocal ver.)         |              |           |

## 선발 멤버

### GIVE ME FIVE!
(센터: 마에다 아츠코)
- AKB48:시노다 마리코, 코지마 하루나, 다카하시 미나미, 타카죠 아키, 사시하라 리노, 마에다 아츠코, 오오시마 유코, 미야자와 사에, 이타노 토모미, 미네기시 미나미, 요코야마 유이, 카시와기 유키, 키타하라 리에, 카사이 토모미, 와타나베 마유
- SKE48:마츠이 쥬리나, 마츠이 레나
- NMB48:야마모토 사야카

- 선발 멤버는 〈바람은 불고 있어〉와 같다.

### 스위트 & 비터
〈셀렉션 6〉 명의
(센터: 시노다 마리코, 마에다 아츠코)
- AKB48: 시노다 마리코, 다카하시 미나미, 사시하라 리노, 마에다 아츠코, 이타노 토모미, 오오시마 유코

### NEW SHIP
〈스페셜 걸즈 A〉 명의
- AKB48:사토 스미레, 이치카와 미오리, 이리야마 안나, 시마자키 하루카, 야마우치 스즈란, 이와타 카렌, 카토 레나, 카와에이 리나, 다카하시 쥬리, 타노 유카
- SKE48: 키자키 유리아, 마츠이 쥬리나, 키모토 카논
- NMB48:와타나베 미유키
- HKT48:코다마 하루카
- JKT48:멜로디 누람드하니 락사니

### 목동의 여행
〈스페셜 걸즈 B〉 명의
(센터: 와타나베 마유, 카시와기 유키)
- AKB48:이와사 미사키, 오오타 아이카, 카타야마 하루카, 쿠라모치 아스카, 코지마 하루나, 타카죠 아키, 아키모토 사야카, 우메다 아야카, 키쿠치 아야카, 후지에 레이나, 마츠이 사키코, 미네기시 미나미, 미야자와 사에, 요코야마 유이, 카사이 토모미, 카시와기 유키, 키타하라 리에, 사토 아미나, 마스다 유카, 와타나베 마유, 시마자키 하루카, 나가오 마리야
- SKE48:마츠이 레나, 다카야나기 아카네

### 융이나 프로이트의 경우
〈스페셜 걸즈 C〉 명의
- AKB48:오오야 시즈카, 나카가와 하루카, 나카타 치사토, 나카야 사야카, 마에다 아미, 마츠바라 나츠미, 우치다 마유미, 타나베 미쿠, 나카츠카 토모미, 니토 모에노, 노나카 미사토, 요네자와 루미, 이시다 하루카, 코바야시 카나, 코모리 미카, 사토 나츠키, 스즈키 시호리, 스즈키 마리야, 치카노 리나, 히라지마 나츠미, 미야자키 미호, 아베 마리아, 다케우치 미유, 나카마타 시오리, 나카무라 마리코, 이즈타 리나, 오오모리 미유, 코지마 나츠키, 코바야시 마리나, 요코타 사이드 에레나, 사사키 유카리, 나토리 와카나, 스즈키 리카, 히라타 리나, 후지타 나나, 무토 토무, 모리카와 아야카

## 차트 순위
| 차트                         | 최고순위 |
| ---------------------------- | -------- |
| 빌보드 재팬 핫 100           | 1        |
| 빌보드 재팬 핫 탑 에어플레이 | 2        |
| 빌보드 재팬 핫 싱글 세일즈   | 1        |
| 오리콘 일간 싱글 차트        | 1        |
| 오리콘 주간 싱글 차트        | 1        |

| 기관        | 인증   | 출하수     |
| ----------- | ------ | ---------- |
| 일본 (RIAJ) | 밀리언 | 1,000,000+ |